# آلبرت پارکر (بازیکن فوتبال)
آلبرت پارکر (انگلیسی: Albert Parker; ۱۳ سپتامبر ۱۹۲۷ – ۲۹ اکتبر ۲۰۰۵) بازیکن فوتبال بود.
از باشگاه‌هایی که در آن بازی کرده‌است می‌توان به باشگاه فوتبال کرو آلکساندرا اشاره کرد.